# Saison 1986-1987 du Boucau stade
 (août 2010).
Cette page présente la saison 1986-1987 du Boucau Tarnos stade en championnat de France de rugby à XV de 1re division groupe A.

## Transferts
| Joueur          | Poste                       | Destination           |
| Didier Pouyau   | demi d'ouverture ou arrière | Racing club de France |
| Jean Condom     | 2e ligne                    | Biarritz olympique    |
| Bruno Corroy    | 3e ligne                    | Aviron bayonnais      |
| Jean Peytavin   | ailier                      | Aviron bayonnais      |
| Franck Lopez    | 3e ligne                    | US Tyrosse            |
| Christian Boulé | talonneur                   | Capbreton             |
| R. Bordato      | 3e ligne                    | Capbreton             |

| Joueur             | Poste                      | Destination              |
| Philippe Feuillade | centre                     | Aviron bayonnais         |
| Francis Dubert     | demi de mêlée              | US Tyrosse               |
| Poigt              | talonneur                  | Peyrehorade              |
| Lescoulié          | demi de mêlée              | Peyrehorade              |
| Bruno Bassoues     | demi d'ouverture et buteur | Saint Martin de Seignanx |

## La saison
En 1re Division dans ce que l'on appelle les Poules Régionales avec : US Dax, Stadoceste tarbais, SA Hagetmautien, Stade montois, Stade bagnérais, CA Bègles, Football club oloronais & Angoulême.
C'est une équipe du BS rajeunit mais orpheline de son 2e ligne, capitaine et international, Jean Condom et de son ouvreur et créateur, Didier Pouyau, qui commence cette saison.
Après 2 victoires en trompe-l'œil, (à Angoulême et contre Bégles) le BS s'effondre... Dax, Tarbes, Mont de Marsan, Tyrosse l'emportent, tour à tour, à l'Intercommunal. Oloron venant faire match nul... Aussi le club décide de jouer la rencontre contre Bagnères à Piquessary. Hélas, le mal est fait et les Bagnérais l'emportent en toute fin de rencontre 9 à 15 sur un essai en contre. Terminant 9e sur 10, le BS échappe à une descente en Groupe B, le championnat étant porté de 40 à 80 clubs.
| Adversaires     | Résultats Domicile | Résultats Extérieur |
| Dax             | Perdu 15 à 19      | Perdu 30 à 6        |
| Tarbes          | Perdu 12 à 36      | Perdu 25 à 0        |
| Bagnères        | Perdu 9 à 15       | Perdu 24 à 9        |
| Hagetmau        | Gagné 16 à 9       | Perdu 20 à 18       |
| Bègles-Bordeaux | Gagné 21 à 18      | Perdu 25 à 12       |
| Mont de Marsan  | Perdu 13 à 18      | match Nul 3 à 3     |
| Tyrosse         | Perdu 6 à 13       | Perdu 31 à 4        |
| Oloron          | match Nul 12 à 12  | Perdu 6 à 3         |
| Angoulême       | Gagné 31 à 15      | Gagné 12 à 18       |

## Meilleurs marqueurs de points et d'essais
| classement | Joueur                                                                                            | Points |
| 1          | Bruno Bassoues                                                                                    | 77     |
| 2          | Bernard Lassalle                                                                                  | 45     |
| 3          | Jean-Michel Labat                                                                                 | 19     |
| 4          | Lefeuvre                                                                                          | 12     |
| 5          | Bruno Pinaqui                                                                                     | 9      |
| 6          | Christophe Lambert & André Pourteau                                                               | 8      |
| 8          | Thierry Arnoux                                                                                    | 6      |
| 9          | Jean-Luc Fabre, Jacques Fanen, Jean-Michel Yanci, Yves Condom, Michel Lassalle & François Majesté | 4      |

| classement | Joueur | Essais |
| 1          | Jean-Michel Labat | 4      |
| 2          | Lefeuvre | 3      |
| 3          | Christophe Lambert & André Pourteau | 2      |
| 5          | Jean-Luc Fabre, Bruno Bassoues, Bruno Pinaqui, Jacques Fanen, Jean-Michel Yanci, Yves Condom, Michel Lassalle, Bernard Lassalle, Thierry Arnoux & François Majesté | 1      |

## Effectif
| Rang | Nom                       | Poste                 | parcours                   |
| 1    | Patrick Errecart          | Pilier                | formé au club              |
| 2    | Jean-Michel Yanci         | Pilier                | formé au club              |
| 3    | Henry Gaye                | Pilier                | formé au club              |
| 4    | Serge Pascal              | Talonneur             | formé au club              |
| 5    | Poigt                     | Talonneur             | Peyrehorade                |
| 6    | Jean-Luc Fabre            | 2e ligne              | formé au club puis Bayonne |
| 7    | Despouy                   | 2e ligne              | Cambo                      |
| 8    | Yves Dupin                | 2e ligne              | formé au club              |
| 9    | Michel Lassalle           | 2e ou 3e ligne        | formé au club              |
| 10   | Lambert                   | 3e ligne              | formé au club              |
| 11   | Lefevre                   | 3e ligne              | BEC                        |
| 12   | Yves Condom               | 3e ligne              | formé au club              |
| 13   | Michel Mays               | 3e ligne ou Talonneur | formé au club              |
| 14   | Jean-Baptiste Saldubéhère | 3e ligne              | Garazi                     |
| 15   | Jean-Michel Labat         | demi de mêlée         | formé au club              |

| Rang | Nom                | Période           | Parcours       |
| 16   | Lescoulié          | demi de mêlée     | Peyrehorade    |
| 17   | Francis Dubert     | demi de mêlée     | Tyrosse        |
| 18   | Bernard Lassalle   | Ouvreur           | formé au club  |
| 19   | Bruno Bassoues     | Ouvreur           | ASSM           |
| 20   | Majesté            | Centre            | formé au club  |
| 21   | Jean-Paul Betbeder | Centre            | formé au club  |
| 22   | Jacques Fanen      | Centre            | formé au club  |
| 23   | Dartigoueyte       | Centre            | formé au club  |
| 24   | Philippe Feuillade | Centre            | Bayonne        |
| 25   | Laurent Petriat    | Ailier            | formé au club  |
| 26   | André Pourteau     | Ailier            | Bayonne        |
| 27   | Pouy               | Ailier            | formé au club  |
| 28   | Hauret-Clos        | Ailier            | Monein         |
| 29   | Thierry Arnoux     | Ailier ou arrière | formé au club  |
| 30   | Gilles Larrieste   | Arrière           | ASBayonne      |
| 31   | Bruno Pinaqui      | Centre ou ouvreur | St Jean de Luz |